# Mamounata Nikiéma
Mamounata Nikiéma (1979) is een Burkinees filmmaakster die vooral documentaires maakt. Zij studeerde communicatie aan de Universiteit van Ouagadougou en deed later een Masters in documentaires aan de Université Gaston-Berger in Senegal. Van 2009 tot 2014 was ze Algemeen Secretaris van het netwerk van documentairemakers Africadoc. Verder zette ze haar productiemaatschappij Pilumpiku Production op. In 2018 won ze de publieksprijs van het Festival des Identités Culturelles in Ouagadougou.

## Filmografie
- 2008: Manges-tu le riz de la vallée ?
- 2009: Kounkoli, le pleurer rire à Darsalamé
- 2011: Une journée avec
- 2011: Savoir raison garder
- 2013: Vue d'Afrique
- 2015: Lumière d'octobre

- Bibliothèque nationale de France: cb16514702n (data)
- International Standard Name Identifier: 0000 0003 8787 3578
- Library of Congress Control Number: no2017092442
- Nederlandse Thesaurus van Auteursnamen: 342166425
- Système universitaire de documentation: 17726277X
- Virtual International Authority File: 171935161
- WorldCat: E39PBJcWxtyvgRrMxX44Fc8pyd